# Stefy Bau
Stefy Bau   (Milà, 17 de febrer de 1977) és una antiga pilot professional de motocròs italiana. Va guanyar tres campionats del món de motocròs femení (abans que aquest campionat fos instaurat per la FIM el 2005), dos campionats AMA i set d'Itàlia. Després d'una lesió que va acabar amb la seva carrera el 2005, va esdevenir directora general de l'acabat d'instaurar Campionat del món femení (WMX). També és membre de la Commission For Women in Motorcycling (CFM), la Comissió de Dones de la FIM. A més, des del 2016 és la responsable de la divisió de bicicletes elèctriques de Fantic als Estats Units i des del 2019 dirigeix la carrera d'altres corredores, com ara Tanya Muzinda.

## Trajectòria esportiva
Al seu moment, Bau era considerada una de les corredores de motocròs femení més ràpides del món. L'any 2000 va ser admesa a les competicions de motocròs masculines. Als Estats Units hi va guanyar un Loretta Lynn's Amateur Championship (LLMX) femení amateur i dos campionats AMA femenins (1999 i 2002). El 2002 va aparèixer com a personatge, al costat d'altres pilots professionals de motocròs i FMX de la vida real, al videojoc Freekstyle d'EA Sports.
A l'octubre del 2005 va tenir un accident que va acabar amb la seva carrera esportiva. Des d'aleshores es dedica a tasques federatives i a la direcció d'equips. A finals del 2019, va organitzar el trasllat de la pilot de motocròs de Zimbabwe Tanya Muzinda i la seva família a Florida i en va esdevenir la representant i directora d'equip.

## Palmarès

### Títols per any
| Any  | Equip     | Campionat        | Classe     |
| ---- | --------- | ---------------- | ---------- |
| 1999 | Kawasaki? | AMA Motocross    | Women's    |
| 1999 | Kawasaki? | Ladies World Cup | -          |
|      |           |                  |            |
| 2001 | Honda     | LLMX             | Women's AM |
| 2002 | Honda     | AMA Motocross    | Women's    |

### Resum
- 2 Campionats AMA de motocròs femení
- 1 Campionat Loretta Lynn amateur femení
- 3 Campionats del món de motocròs femení[a]
- 7 Campionats d'Itàlia de motocròs femení